# Tiracola rufimargo
Espèce
Tiracola rufimargo est une espèce d'insectes lépidoptères de la famille des Noctuidae (papillons de nuit).

## Répartition et habitat
On trouve cet insecte notamment au Vanuatu et en Nouvelle-Calédonie.

## Taxonomie
Cette espèce a été décrite en 1912 par William Warren (en), entomologiste britannique, dans Novitates zoologicae.